# Dībaklū (ort i Iran)
Dībaklū (persiska: دی بکلو, Debaklū, Dī Baglū, Dībeklū) är en ort i Iran.   Den ligger i provinsen Östazarbaijan, i den nordvästra delen av landet, 500 km nordväst om huvudstaden Teheran. Dībaklū ligger 2 170 meter över havet och antalet invånare är 193.
Terrängen runt Dībaklū är kuperad. Runt Dībaklū är det ganska glesbefolkat, med 27 invånare per kvadratkilometer. Närmaste större samhälle är Mehtarlū, 13,0 km nordost om Dībaklū. Trakten runt Dībaklū består i huvudsak av gräsmarker.